# Pardosa anfibia
Pardosa anfibia là một loài nhện trong họ Lycosidae.
Loài này thuộc chi Pardosa. Pardosa anfibia được Zapfe-Mann miêu tả năm 1979.